# Zutphen

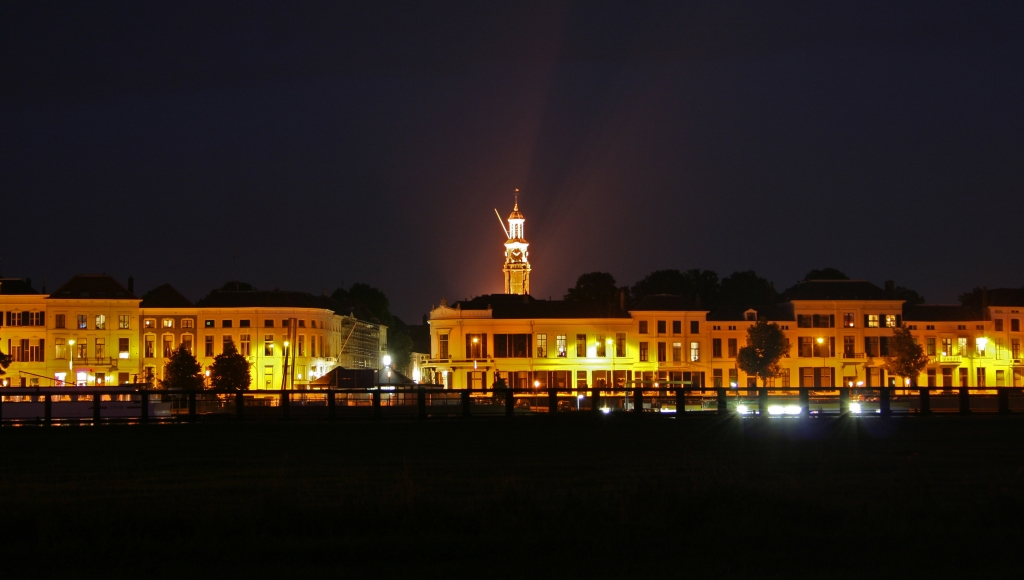
Zutphen

Zutphen är en kommun i provinsen Gelderland i Nederländerna. Kommunens totala area är 42,26 km² (där 1,79 km² är vatten) och invånarantalet är på 46 164 invånare (2005).